# Ca n'Arpa (Sant Joan de Mollet)
Ca n'Arpa és una obra de Sant Joan de Mollet (Gironès) inclosa a l'Inventari del Patrimoni Arquitectònic de Catalunya.

## Descripció
És un casal urbà de planta rectangular i coberta de teula a dues vessants. Les parets són de pedra morterada i la façana principal és arrebossada i pintada. Les obertures individuals amb llosana de pedra i baranes de ferro forjat
Aquest edifici havia era antigament un conegut hostal i a partir de 1858, amb la nova construcció de la carretera, competeix amb l'Hostal Gran de Flaçà per obtenir la clientela.